# José C. Paz

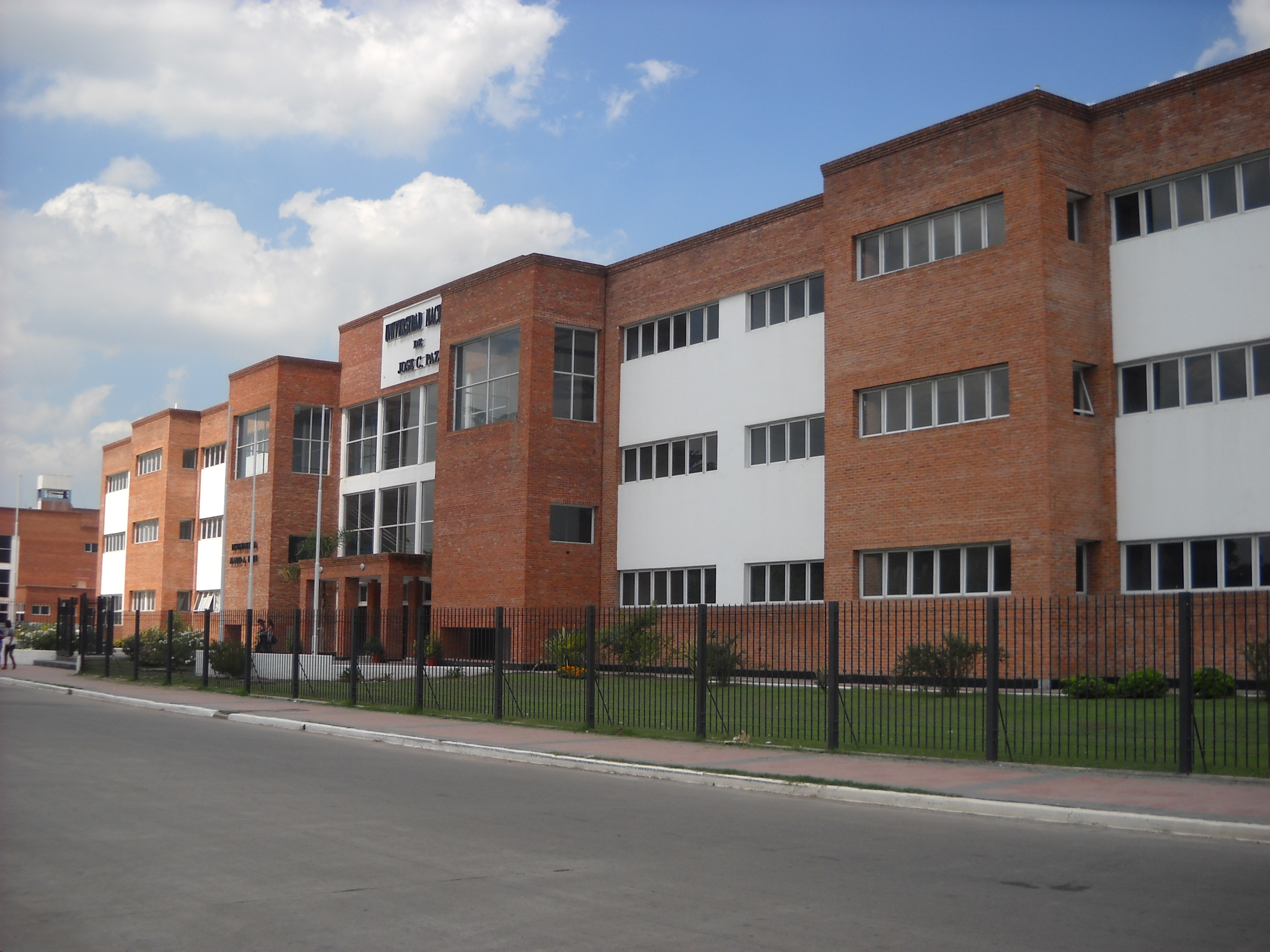
UNPAZ

José Clemente Paz, más conocida como José C. Paz, es una localidad y, a la vez, cabecera del partido homónimo, en la provincia de Buenos Aires, Argentina.
Está ubicada al noroeste del Gran Buenos Aires a 40 km de la Ciudad de Buenos Aires.
La localidad es el punto neurálgico del partido, contando con un amplio afluente de personas que circulan por ella todos los días debido a la existencia de la estación subterminal del Ferrocarril General San Martín, las múltiples paradas terminales de ómnibus, la presencia de las oficinas municipales, bancarias y de administración pública, así como las sedes de la (UNPAZ) Universidad Nacional de José Clemente Paz y múltiples iglesias cristianas evangélicas.

## Historia
- 1869. Juan Buzzini y sus hijos fundaron un establecimiento ganadero y agrícola.
- 1870. En las tierras del viejo Partido de General Sarmiento fue surgiendo una nueva localidad ubicada en el noroeste a orillas del Arroyo Pinazo.
- 1891. Juan Buzzini vendió sus tierras, que quedaron en manos de José Vicente Altube, natural de Oñate, Guipúzcoa.
- 1912. En julio, falleció un gran amigo de José Vicente Altube, José Clemente Paz en Montecarlo (Mónaco). Fue el fundador del diario La Prensa.
- 1913. El 5 de mayo de 1913, el ministro de obras públicas, a pedido de José Vicente Altube, otorgó el nombre José C. Paz a la estación ferroviaria. El 13 de julio, con una importante presencia popular se realizó la ceremonia oficial.
- Años más tarde, en medio de los festejos realizados en la plaza José Altube (hoy con el nombre de Manuel Belgrano), José Vicente Altube quitó de allí la placa que llevaba su propio nombre y colocó una con el nombre de José C. Paz.
- 1994. A través de la Ley provincial N° 11551, se creó el Partido de José C. Paz con una extensión territorial de 53 km cuadrados.
- 2021. Fue declarada "Ciudad del Aprendizaje" por la UNESCO.

## Salud
En el partido de José C. Paz cuentan con 8 hospitales municipales, 1 provincial, 1 UPA y 22 Centros de atención primaria de salud.

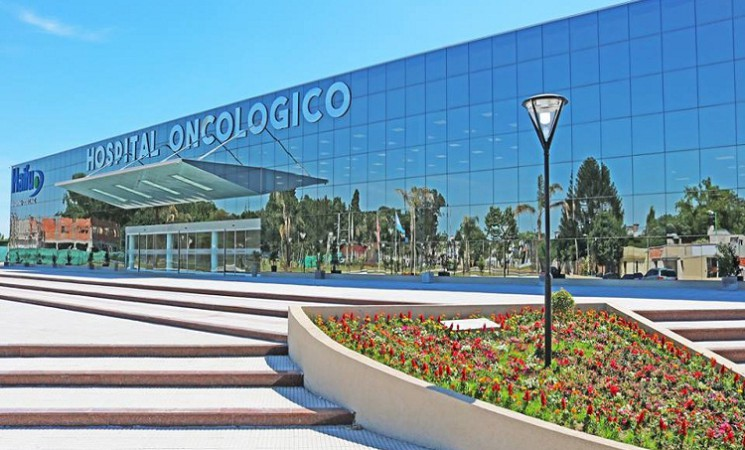
Hospital Oncológico de José C. Paz

## Transporte público
En José C. Paz hay una gran variedad de líneas de Colectivos que circulan por dicha localidad, y que la unen con las localidades de San Miguel, Hurlingham, Grand Bourg, Los Polvorines, Tortuguitas, Don Torcuato, General Pacheco, Tigre, San Fernando, San Isidro, Vicente López, Ciudadela, Ramos Mejía, Escobar, Pilar, Gral. Rodriguez, Luján, etc. Y también con algunos barrios del C.A.B.A. como La Boca, Constitución, Boedo, Parque Avellaneda, Floresta, Liniers, Chacarita, Villa Urquiza, etc.
Además cuenta con dos estaciones pertenecientes a la Línea San Martín: la estación José C. Paz siendo una de las terminales intermedias entre las estaciones Retiro y Pilar, y la estación Sol y Verde ubicada en el barrio homónimo.

### Líneas de colectivo
53 176 182 315 365 391 440 448 449 741 749

### Líneas que circulan por los límites paceños sin entrar a la localidad
163 203 228F 291 303 311 501 520